# Emma och Daniel: Mötet (film)
Emma och Daniel: Mötet är en svensk drama- och familjefilm från 2003, baserad på boken Emma och Daniel: Mötet. Huvudrollerna spelas av Maria Gidlöf (Emma) och Anastasios Soulis (Daniel). Marie Richardson spelar Daniels mor Sara och Örjan Landström Emmas far Anders.

## Handling
Emma bor med sin pappa Anders i Lappland. Anders har genom en kontaktannons träffat Sara från Stockholm som kommer på besök med sin son Daniel. Emma som ofta tänker på sin döda mamma tycker inte om att Sara har flyttat in. För att komma ifrån följer hon med Isak ut och fiska. Tyvärr följer även Daniel med.

## Rollista
- Maria Gidlöf – Emma
- Anastasios Soulis	– Daniel
- Marie Richardson – Sara
- Örjan Landström – Anders
- Göran Schauman – Isak
- Christian Fiedler	– tysken
- Börge Jansson	– läkaren
- Anna Azcaráte – polis
- Rolf Degerlund – polis
- Ingemar Raukola – polis
- Emma Hallin – fjällvandrare
- Bobo Iverstrand – fjällvandrare
- Marie Johansson – helikopterpilot
- Robert Wikström – fjällräddare
- Kent Uno Arvidsson – Kent